# Кадниковська сільська рада
Ка́дниковська сільська рада (рос. Кадниковский сельский совет) — сільське поселення у складі Мамонтовського району Алтайського краю Росії.
Адміністративний центр та єдиний населений пункт — село Кадниково.

## Населення
Населення — 696 осіб (2019; 846 в 2010, 891 у 2002).